# Rising Sun (jeu vidéo)
Rising Sun est un jeu vidéo de type wargame développé par  TalonSoft et publié par Take Two Interactive en 2000 sur PC. Il fait partie de la série Campaign, qui inclut également les jeux Front de l'Est et Front de l'Ouest, et est basé sur une version améliorée du moteur de jeu de ce dernier. Il se déroule pendant la Seconde Guerre mondiale et simule la guerre du Pacifique. Le théâtre des opérations étant très différents de celui de ses deux prédécesseurs, le jeu inclut de nombreuses règles supplémentaires qui permettent notamment de gérer les combats de nuit ou les attaques kamikazes. Le jeu se déroule au tour par tour. Chaque unité dispose de 100 points d’actions par tour, qui peuvent être utilisés pour se déplacer, faire feu ou une combinaison des deux. Le nombre de points d’action requis pour effectuer certaines actions dépendent de différents paramètres comme le type d’unité, le terrain ou même la météo.

## Accueil
| Rising Sun            |      |       |
| Média                 | Pays | Notes |
| Computer Gaming World | US   | 4.5/5 |
| Eurogamer             | RU   | 4/10  |
| GameSpot              | US   | 85 %  |
| GameSpy               | US   | 80 %  |
| IGN                   | US   | 80 %  |